# Úvea

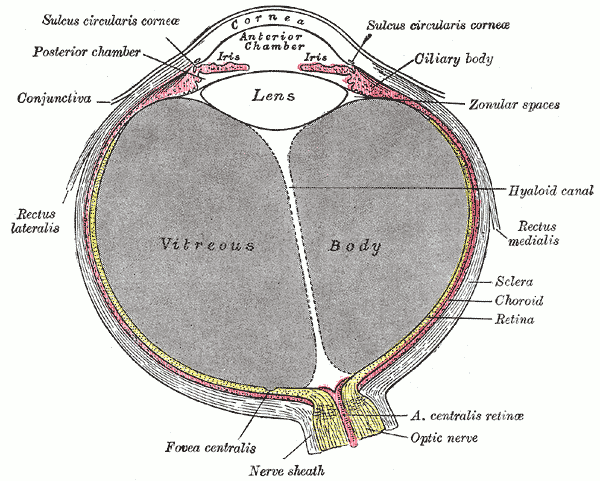
Corte horizontal del globo ocular. Constituyen la úvea: el iris, arriba al tope; el cuerpo ciliar, arriba a la derecha; la coroides al centro y derecha.

La úvea es la capa vascular del ojo situada debajo de la esclerótica, consta de tres estructuras: el iris, el cuerpo ciliar y la coroides, formando una capa pigmentada. También es llamada cubierta media del globo ocular, túnica vascular y tracto uveal.
El iris, el anillo coloreado que rodea la pupila negra, se abre y cierra como la lente de una cámara. El cuerpo ciliar es el conjunto de músculos que ensanchan el cristalino para que el ojo pueda enfocar los objetos cercanos y que lo hace más delgado al enfocar los más distantes. La coroides es el revestimiento interior del ojo que se extiende desde el extremo de los músculos ciliares hasta el nervio óptico, localizado en la parte posterior del ojo. La inflamación de la úvea se denomina uveítis.